# ORP 위처 (1928년)

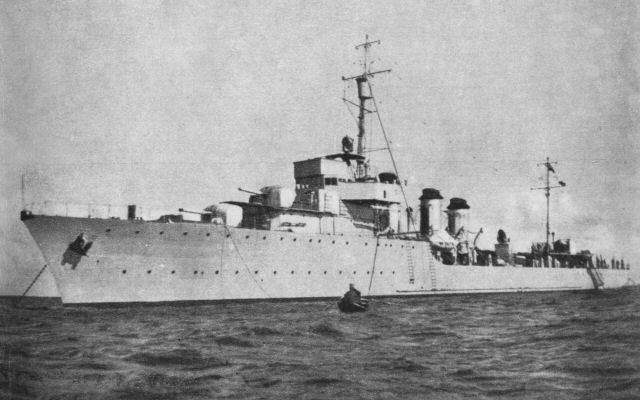
구축함 비헤르

비헤르(ORP Wicher)는 비헤르 급 폴란드 해군 구축함이었다. 독일의 폴란드 침공때 전투에 참여하였다. 이 구축함은 1939년 9월 3일 독일 폭격기들에 의해 침몰되었다.